# Gaziza Zhubanova
Gaziza Akhmetovna Zhubanova (en kazajo: Ғазиза Жұбанова; en ruso: Газиза Ахметовна Жубанова; 2 de diciembre de 1928-13 de diciembre de 1993) fue la primera compositora kazaja. 

## Biografía
Gaziza Zhubanova nació el 2 de diciembre de 1928 (algunas fuentes dicen que 1927) en una aldea en el distrito de Jurun, Aktyubinsk. Zhubanova asistió a la escuela en Alma-Ata, Kazajistán, y se graduó con honores. Era hija de Akhmet Zhubanov, un músico de educación universitaria, y creció en un ambiente musical. 
En 1945, Gaziza Zhubanova comenzó a estudiar en el Gnessin State Musical College en Moscú. Después de completar sus estudios allí, estudió composición con Yuri Shaporin, en el Conservatorio de Moscú. Después de graduarse en 1954, tomó estudios adicionales en composición y en 1957 comenzó una carrera como compositora. 
En 1954, participó en la Séptima Reunión Plenaria de la Unión de Compositores de Kazajistán. Gaziza Zhubanova fue presidente de la Unión de Compositores de Kazajistán, miembro de la junta de la Unión de Compositores de la URSS y diputada al Soviet de la ciudad de Alma-Ata. Ella a menudo trabajó con la Compañía de Danza y Canción Kazaja.

## Obras (selección)
Gaziza Zhubanova utiliza temas e imágenes de la historia y el folclore kazajo. Ha compuesto en diferentes formas musicales, incluyendo piano, violín, voz, coro, cuarteto de cuerdas y canciones populares. 
- Aksak Kulan (1953–1954), poema sinfónico.
- Auge en la noche (1916), ópera.
- Concierto para violín (1957)
- Melody (Мелодия) en do ♯ menor para viola y piano (1950)
- Luz nocturna en el Ural (1957), cantata (palabras de Khamit Ergaliev)
- Música incidental para On the Banks of the Irtysh (obra de S. Kusainov)
- Oda al Partido Comunista
- Gloria al cosmonauta
- Abrazo
- ¡Vosotros millones!
- Canto de entusiastas de tierras vírgenes
- La canción es la voz de mi corazón
- La Tierra, la Luna y Sputnik, ballet (coreografía de V. Vainonen)
- La balada de Mukhtar Auezov, cantata
- Una leyenda del pájaro blanco, ballet